# Лінивка ластівкова
Лінивка ластівкова (Chelidoptera tenebrosa) — вид дятлоподібних птахів родини лінивкових (Bucconidae).

## Поширення
Вид поширений в Південній Америці (у Бразилії, Болівії, Колумбії, Еквадорі, Французькій Гвіані, Гаяні, Перу, Суринамі та Венесуелі). Окремий субареал знаходиться у прибережній смузі завдовжки 3000 км на південному сході Бразилії. Природним середовищем існування є тропічні та субтропічні низовинні вологі ліси.

## Опис
Дрібний птах, завдовжки до 15 см, з кремезним тілом, великою головою та коротким хвостом. Оперення чорне, за винятком білих гузки, нижньої поверхні крил та основи хвоста, та червоного живота. Дзьоб трохи вигнутий донизу.

## Спосіб життя
Трапляється поодиноко у підліску густих лісів. Живиться членистоногими і дрібними хребетними. Гніздо облаштовує у норах, які викопує у піщаних ярах.